# Livònia Sueca
La Livònia Sueca va ser un domini de l'Imperi Suec des de 1629 fins a 1721.  El territori, estava format per la part sud de la moderna Estònia (incloent l'illa de Ösel cedida per Dinamarca després del Segon Tractat de Brömsebro (1645) i la part nord de la moderna Letònia (la regió de Vidzeme), obtingut arran de la conquesta de la major part del Ducat de Livònia durant la Guerra Poloneso-Sueca, entre 1600 i 1629. Parts de Livònia i la ciutat de Riga estaven ja sota control suec el 1621, i la situació es va formalitzar en la Treva d'Altmark el 1629, però el territori no va ser cedit fins al Tractat d'Oliva el 1660. Una part minoritària del Voivodat de Wenden fou retinguda per la Confederació de Polònia i Lituània, que li va canviar el nom a Voivodat d'Inflanty (Principat de Livònia), que avui es correspon amb la regió de Latgàlia a Letònia. Riga era la segona ciutat més gran de l'Imperi suec en aquell moment.
El territori, al seu torn va ser conquerit per l'Imperi Rus durant la Gran Guerra del Nord, i després de la Capitulació d'Estònia i Livònia, el 1710, es va formar la governació de Livònia. Formalment, va ser cedida a Rússia en el Tractat de Nystad el 1721, juntament amb l'Estònia Sueca i l'Íngria sueca.

## Història
El 1621, Riga va ser capturada per Gustau II Adolf en relació amb la Segona Guerra Polonesa (1600–1629), i amb la Treva d'Altmark el 1629, Suècia va obtenir el control de tot el que aleshores era Livònia excepte la part sud-est (Letònia), que avui correspon a la part nord de Letònia (al nord del riu Daugava) i la meitat sud de l'actual Estònia.
La població protestant de Livònia i els seus camperols oprimits van saludar els suecs com a alliberadors. Els protestants van tenir experiències amargues tant amb la tasca dels jesuïtes polonesos en la introducció del culte als sants catòlics com amb les activitats dels funcionaris polonesos en la imposició de la llei i l'administració poloneses al poble. Gustau II Adolf també havia intentat tant com fos possible estalviar als livonians la devastació de la guerra. "No ens hem atrevit a declarar la guerra contra els camperols, a qui preferim veure benestants que completament arruïnats", va afirmar.
Per a Suècia va ser una conquesta molt important, ja que Livònia va finançar posteriorment un terç del gran pressupost de guerra suec. Riga va ser una ciutat comercial important i rica. Des de la conquesta fins a la dècada de 1660, quan Estocolm va ser superada en mida, Riga va ser la ciutat més gran de tota la superpotència sueca. El comerç a Riga es va dur a terme principalment per alemanys i holandesos.
Suècia va invertir molt per incorporar Livònia a la seva superpotència: ja el primer any (1629) es va formar un govern general de Livònia i Íngria i es va restablir el Landtag livonià (parlament local). El 1630 es va establir el tribunal més alt de Livònia, el Tribunal d'Apel·lació de Dorpat; el 1632 es va fundar la Universitat de Dorpat, la segona universitat de Suècia el 1634 es va establir una institució topogràfica, que va dur a terme extensos estudis topogràfics i cartografies el 1683 i el 1693; i el 1637 es va obrir un banc nacional.
A partir de l'examen dels privilegis i els drets de propietat, que va tenir lloc en relació amb els impostos, va sorgir gradualment una autoritat judicial, composta pels funcionaris suecs més importants, el Consell de Riga i alguns nobles livonians. Aviat el govern suec també va intervenir per restaurar el sistema eclesiàstic en ruïnes, una tasca que, tanmateix, era gairebé impossible, en gran part a causa de la manca de recursos financers.
El govern suec va tenir més èxit en la seva lluita per obligar les classes socials privilegiades, la noblesa i la burgesia urbana, a subordinar-se al bé comú. Johan Skytte, que va ser governador general de Livònia del 1629 al 1633, va considerar com una de les seves principals tasques elevar la dignitat humana dels camperols oprimits, que havien caigut en la servitud, i donar-los el suport d'una administració ordenada de justícia.

## Governadors generals

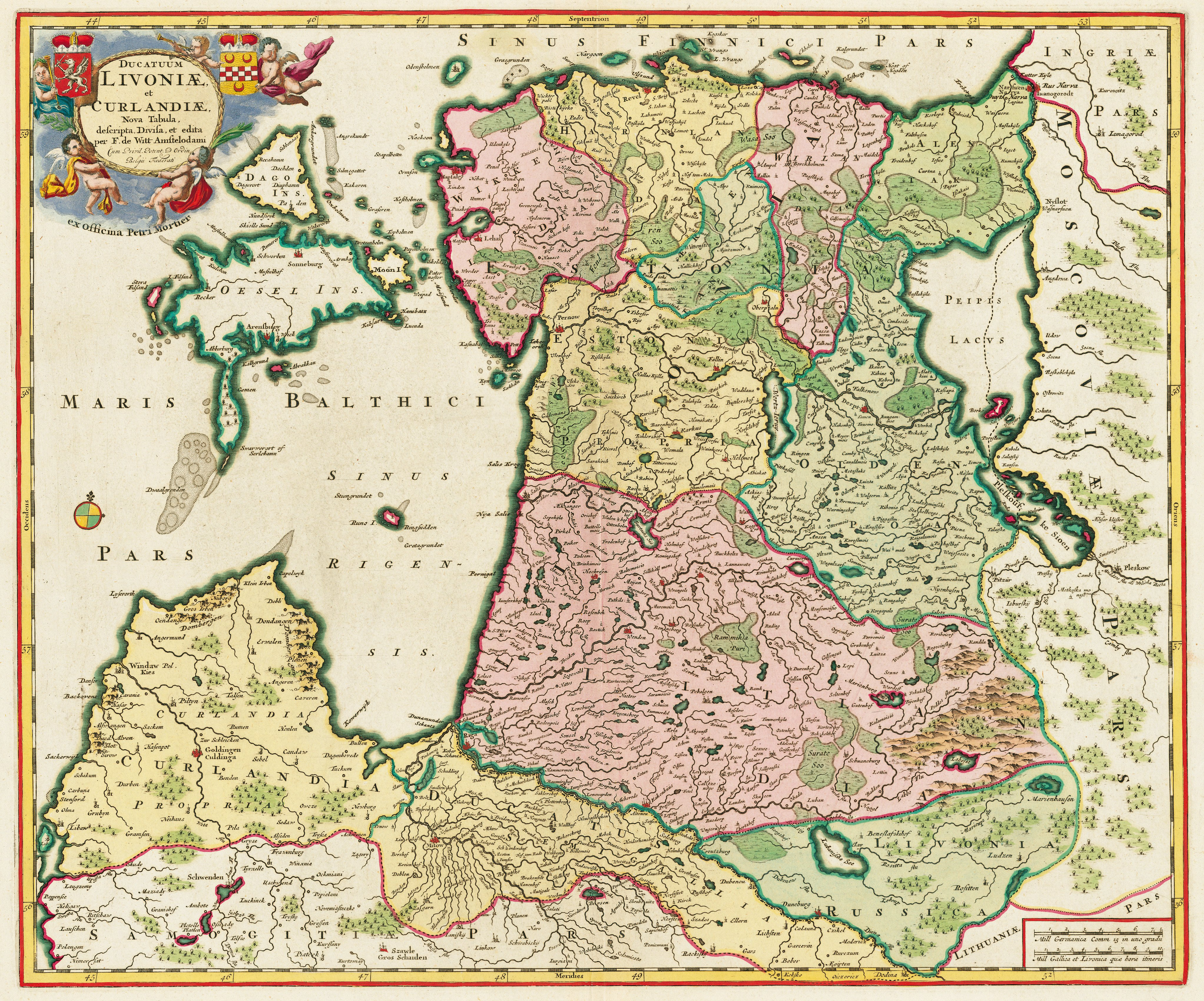
Mapa de la Livònia sueca, Estònia i Curlàndia del 1705

El domini va ser governat per Governadors General, però va conservar la seva pròpia  dieta.
- Jacob De la Gardie (1622 – 28)
- Gustaf Horn (1628 - 29)
- Johan Skytte (1629 – 33)
- Nils Assersson Mannersköld (1633 – 34)
- Bengt Oxenstierna (1634 – 43)
- Herman Wrangel (1643)
- Erik Eriksson Ryning (1644)
- Gabriel Bengtsson Oxenstierna (1645 – 47)
- Magnus Gabriel De la Gardie (1649 – 51)
- Gustaf Horn (1652 – 53)
- Magnus Gabriel De la Gardie (1655 – 57)
- Axel Lillie (1661)
- Bengt Oxenstierna (1662 - 65)
- Clas Åkesson Tott (the younger) (1665 - 71)
- Fabian von Fersen (1671 - 74)
- Krister Klasson Horn (1674 - 86)
- Jacob Johan Hastfer (1687 – 95)
- Erik Dahlberg (1696 – 1702)
- Carl Gustaf Frölich (1702 - 06)
- Adam Ludwig Lewenhaupt (1706 - 09)
- Henrik Otto Albedyll (1709)
- Niels Jonsson Stromberg af Clastorp (1709 - 10)

## Militar
Regiments d'infanteria
- Garnisonsregementet i Riga (Regiment de guarnició a Riga)
- Guvenörsregementet i Riga (Regiment del Governador de Riga)
- Livländsk infanteribataljon I (Batalló d'infanteria livonià I)
- Livländsk infanteribataljon II (Batalló d'infanteria livonià II)
- Livländsk infanteribataljon III (Batalló d'infanteria livonià III)
- Livländsk infanteribataljon IV (Batalló d'infanteria livonià IV)
- Livländskt infanteriregemente I (Regiment d'infanteria livonià I)
- Livländskt infanteriregemente II (Regiment d'infanteria livonià II)
- Livländskt infanteriregemente III (Regiment d'infanteria livonià III)
- Livländskt infanteriregemente IV (Regiment d'infanteria livonià IV)
- Livländskt infanteriregemente V (Regiment d'infanteria livonià V)

Regiments de cavalleria
- Laurentzens fridragoner (Dragons lliures de Wolter Wolfgang Laurentzen)
- Lewenhaupts frikompani (Companyia lliure d'Adam Ludwig Lewenhaupt)
- Adelsfanan i Livland och Ösel (Bandera de Nobles de Livònia i Öselian)
- Livländsk dragonskvadron I (Esquadró de dragons livonians I)
- Livländsk dragonskvadron II (Esquadró de dragons livonians II)
- Livländskt dragonregemente I (Regiment de dragons livonians I)
- Livländskt dragonregemente II (Regiment de dragons livonians II)
- Öselska lantdragonskvadronen (Esquadró de dragons del Comtat d'Öselian)

Regiments temporals de cavalleria
- Livländska ståndsdragonbataljonen
- Öselska ståndsdragonbataljonen